# Burn (energiaital)
A Burn a Monster Beverage Corporation cég által gyártott energiaital, magas cukor- és koffeintartalommal. A Burn Energy Company forgalmazza számos országban. Magyarországon 250 ml-es alumíniumdobozban kapható.

## Összetevők
- Víz
- Taurin
- Cukor
- Tartósítószer (E202)
- Maltodextrin
- Guarana
- Glükuronolaktón
- Ginzeng
- Ételszínezék (E163, E150d)
- Szénsav
- Koffein
- B-Vitaminok
- Aromák (Teobromin)
- Arginin
- Antioxidánsok (aszkorbinsav)

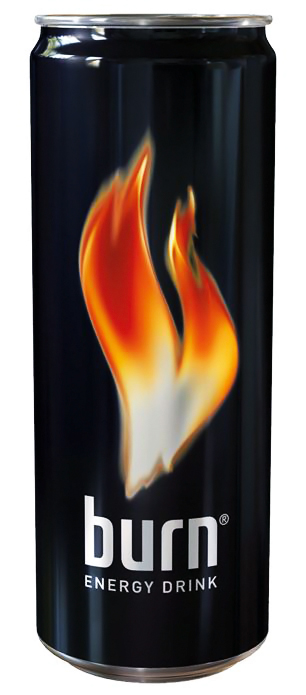
Burn

- Savanyúságot szabályozó anyag (citromsav, nátrium citrát)

## Koffeintartalom
100 milliliter italban 32 mg koffein van.

## A Burn-ízek
Az alábbi listában szereplő termékek nagy része kevésbé ismert, csak abban az országban ismerik őket, amelyekben forgalmazzák őket.
- Burn (fekete-piros)
- Burn Shot (50 ml-es extra magas koffeintartalmú shot, fekete-piros)
- Burn Buzz (Japánban Buzz néven forgalmazzák a Burnt, mangó-ananász ízesítéssel)
- Burn D@y (áfonyás ízesítésű, kék-fehér) - Magyarországon és Svédországban Burn Blue Refresh néven kapható
- Burn Juiced Energy (normál Burn energiaital, 28% trópusi gyümölcstartalommal, fekete-sárga)
- Burn Juiced Berry (almás-erdei gyümölcsös, lila-fehér) - Magyarországon Burn Berry néven kapható
- Burn Mocha Energy (kávés ízű, szénsavmentes, barna-fehér)
- Burn Citrus (fekete-sárga)

## A Burn Magyarországon
A Burn a kezdetekben itthon azzal keltett nagy feltűnést, hogy az ital színe is vörös volt, ezzel is utalva a csomagoláson található láng színvilágára. Később a formulát megváltoztatták, így már az energiaitalok megszokott, sárgás színében kapható.
Magyarországon kizárólag a Burn, és a Burn Juiced Energy volt kapható éveken keresztül. 2012. augusztusától azonban bővült a választék, és hazánkba is megérkezett a Burn D@y, melyet Burn Blue Refresh néven és a külföldiekkel ellentétben kék-fekete színvilágban árulnak a hazai kereskedők. Érdekessége, hogy nem csak a csomagolás, hanem maga az ital színe is kék.
2013. nyarától megérkezett hozzánk is a Burn Berry, amely nagyon hasonlít a Burn Juiced-ra. Ebben az italban is magas gyümölcstartalom van (23%), de amíg a Juiced trópusi, a Berry inkább erdei gyümölcsöket tartalmaz.
2016-ban Európában teljesen megújult a Burn termékcsalád. Megváltozott a csomagolás, egyedi saját történetet kapott a dobozra, mint a Monster energiaitalok és egyes esetben a különféle ízek neve is megváltozott. Ezzel együtt 2016 októberében Magyarországon is megindult az új dobozok gyártása, a régi csomagolás leváltása és ezzel együtt új ízek is érkeztek, néhánynak pedig megváltozott a neve.
A Magyarországon kapható Burn változatok:
- Burn Original: Guaranamag kivonattal
- Burn Zero: Cukormentes
- Burn Apple & Kiwi: Alma és kiwi (régi néven Blue Refresh)
- Burn Lemon Ice: Citrom (Juiced helyett új íz)
- Burn Passion Punch: Maracuja (Berry helyett új íz)
- Burn Cherry: Cseresznye (teljesen új íz, hazánkban először)
- Burn Mango: Mango (teljesen új íz, Norvégia után Magyarországon )

2013. elejétől már csak 250 ml-es dobozos kiszerelésben kapható idehaza minden ízben, de nagyon sok változattal találkozhattunk a boltok polcain.
Már nem kapható, de korábban Magyarországon jelen lévő termékek:
- 0,5 liter PET palack - Burn
- 0,5 liter PET palack - Burn Juiced
- 0,5 liter alumínium palack (UV fényben világító palack) - Burn
- 50 milliliter - Burn Shot
- Burn Berry
- Burn Juiced
- Burn Lemon Ice

## Burn és a sport
Ahogy a legtöbb energiaital, a Burn is az extrém sportolók gyakori szponzora lett. Olyan riderek lettek Burn-szponzoráltak, mint például Ståle Sandbech, Gigi Rüf, vagy Mathieu Crépel. Természetesen Magyarországról is választottak sportolókat, az egyik legismertebb magyar Burn-rider a wakeboardos Tokay Máté, aki a szintén Burn által rendezett "HeliWake" kapcsán lett népszerű.
Természetesen a sportolók mellett a sporteseményeken is rendszeresen feltűnik a Burn: nemzetközi viszonylatban az innsbrucki Air & Style snowboard-bajnokság, itthon pedig a legnagyobb hazai extrémsport rendezvény, az Offline Sport Games sorolhatók a Burn-ös események közé.

## Burn és a zene
A sportolók mellett zenészeket is maga mellé állított a Burn, többek között a világhírű DJ, David Guetta Nothing but the Beat életrajzi filmje, és turnéja is Burn-ös lett. Hazánkban inkább a hiphop előadókkal kapcsolható össze az ital, például a veszprémi illetőségű Hősök (együttes) tagjain láthatunk Burn-ös sapkákat.
Fontos momentum volt, amikor 2010-ben Ibizán lelepleztek egy új, és sok szempontból újszerű zenei platformot, vagyis a Burn Studiost. Ez nem más, mint egy internetes DJ-szoba, ahol a kezdő lemezlovasok közül a profi zeneszerzőkig mindenki mixelhet, zenét komponálhat. Hazánkban a Balaton Sound fesztiválon találkozhatott a nagyérdemű a Burn Studiossal, ahol 2011 óta külön színpaddal, és egyedi zenei palettával várja a közönséget a Burn.

## Burn és a fesztiválok
Fontos momentum volt a márka életében, hogy 2012-ben a három legnagyobb zenei fesztivál (Sziget Fesztivál, VOLT Fesztivál, Balaton Sound) is Burn kizárólagosságot kapott. Ez előtte még egyik energiaitalnak sem sikerült.
A fentiek mellett többek között a Bónusz Fesztivál és a Hyperspace is Burn kizárólagosságú volt 2012-ben.

## Külső hivatkozások
- A Burn nemzetközi weboldala
- A Burn hivatalos facebook oldala